# Копмейнерс, Пер
Пер Копмейнерс (нидерл. Peer Koopmeiners; род. 4 мая 2000, Амстердам) — нидерландский футболист, полузащитник клуба АЗ.

## Клубная карьера
Копмейнерс — воспитанник клуба АЗ. 12 января 2018 года в поединке против «Валвейка» он дебютировал в Эрстедивизи в составе «дублёров». 17 октября 2021 года в матче против «Утрехта» он дебютировал в Эредивизи за основной состав. В начале 2023 года Копмейнерс на правах аренды перешёл в роттердамский «Эксельсиор». 14 января в матче против роттердамской «Спарты» он дебютировал за новую команду. По окончании аренды Пер вернулся в АЗ.
18 июля 2023 года перешёл на правах аренды в «Алмере Сити». 13 августа дебютировал за клуб в матче Эредивизи против «Твенте». Всего за сезон сыграл 34 матча во всех турнирах. 27 июля 2024 года продлил контракт с АЗ до середины 2028 года.

## Личная жизнь
Отец — Ремко Копмейнерс, был учителем гимнастики, преподавателем Академии физического воспитания, а в настоящее время работает в Амстердамском университете прикладных наук.
Старший брат, Тён, выступает за итальянский «Ювентус» и сборную Нидерландов.

## Статистика выступлений
| Клуб             | Сезон            | Лига | Лига | Кубок | Кубок | Европейские кубки | Европейские кубки | Прочие | Прочие | Итого | Итого |
| Клуб             | Сезон            | Игры | Голы | Игры  | Голы  | Игры              | Голы              | Игры   | Голы   | Игры  | Голы  |
| ---------------- | ---------------- | ---- | ---- | ----- | ----- | ----------------- | ----------------- | ------ | ------ | ----- | ----- |
| Йонг АЗ          | 2017/18          | 1    | 0    | —     | —     | —                 | —                 | —      | —      | 1     | 0     |
| Йонг АЗ          | 2018/19          | 19   | 0    | —     | —     | —                 | —                 | —      | —      | 19    | 0     |
| Йонг АЗ          | 2019/20          | 24   | 0    | —     | —     | —                 | —                 | —      | —      | 24    | 0     |
| Йонг АЗ          | 2020/21          | 34   | 3    | —     | —     | —                 | —                 | —      | —      | 34    | 3     |
| Йонг АЗ          | 2021/22          | 30   | 1    | —     | —     | —                 | —                 | —      | —      | 30    | 1     |
| Йонг АЗ          | 2022/23          | 7    | 0    | —     | —     | —                 | —                 | —      | —      | 7     | 0     |
| Йонг АЗ          | Итого            | 115  | 4    | —     | —     | —                 | —                 | —      | —      | 115   | 4     |
| АЗ               | 2021/22          | 4    | 0    | 1     | 0     | 0                 | 0                 | —      | —      | 5     | 0     |
| АЗ               | 2022/23          | 6    | 0    | 0     | 0     | 3                 | 0                 | —      | —      | 9     | 0     |
| АЗ               | 2024/25          | 34   | 1    | 5     | 0     | 12                | 1                 | 2      | 0      | 53    | 2     |
| АЗ               | Итого            | 44   | 1    | 6     | 0     | 15                | 1                 | 2      | 0      | 67    | 2     |
| → Эксельсиор     | 2022/23          | 19   | 0    | 1     | 0     | —                 | —                 | —      | —      | 20    | 0     |
| → Эксельсиор     | Итого            | 19   | 0    | 1     | 0     | —                 | —                 | —      | —      | 20    | 0     |
| → Алмере Сити    | 2023/24          | 31   | 0    | 3     | 0     | —                 | —                 | —      | —      | 34    | 0     |
| → Алмере Сити    | Итого            | 31   | 0    | 3     | 0     | —                 | —                 | —      | —      | 34    | 0     |
| Всего за карьеру | Всего за карьеру | 209  | 5    | 10    | 0     | 15                | 1                 | 2      | 0      | 236   | 6     |